# Над хмарами
«Над хмарами» (англ. High in the Clouds) — казково-фантастична повість із екологічним ухилом, написана музикантом Полом Маккартні разом із дитячим письменником Філіпом Арда й мультиплікатором Джефом Данбером. Опублікована у жовтні 2005 року у видавництві Faber & Faber із ілюстраціями Джефа Данбера.
Незабаром після виходу книжка була перекладена кількома мовами, у тому числі українською, французькою, іспанською, італійською, шведською, естонською, фінською, угорською, польською, чеською. Російський переклад Григорія Кружкова вийшов 1 серпня 2006 року тиражем 7 тис. прим. і пізніше не перевидавався (у Великій Британії книжку було випущено тиражем 500 тис. прим.).

## Сюжет
Білочка Віра на прізвисько Вивірка (англ. Wirral) жила у великому лісі й любила слухати оповідання своєї матері про країну Анімалію, де тварини живуть на острові дружно й безтурботно. Але раптом бульдозери знищують їх ліс, мати Вивірки гине, а тварини розбрідаються хто куди. Білочка вирішує знайти Анімалію, а поки прямує в найближче місто — величезний Мегаполіс (англ. Megatropolis), де є високі хмарочоси, але тварини живуть у жалюгідних халабудах і працюють на заводах лютої мавпи Грети (англ. Gretsch). У місті Вивірка знайомиться з пацюком Ратсі й білочкою Вільгельміною (англ. Wilhamina) й ділиться з ними планом розшукати чудову країну. У місто прилітає й невтомна мандрівниця Жабка (англ. Froggo), кульгава жабка на повітряній кулі, яку Вивірка знала, ще живучи у лісі.
Ратсі пропонує друзям подивитись, як живе Грета, й вони пробираються в її квартиру через водопровідні колодязі. Проте Грета помічає їх і хапає Вільгельміну, а Ратсі зникає. Вивірка розуміє, що Греті й її підручному Векфорду стало звідкись відомо про Анімалію, й вони тепер також шукатимуть цю країну, щоб її знищити. Щоб випередити їх, Вивірка й Жабка на повітряній кулі відправляються на пошуки Анімалії й незабаром її знаходять. Мешканці острова на чолі з дядьком Бізоном радісно зустрічають їх і готові захищати острів від загарбників. Вільгельміна тим часом нудиться у тюрмі, де знайомиться із блохою Альфредом, який допомагає їй утекти разом із Жабкою, що прилетіла за нею. Жабка доставляє Вільгельміну на острів, не знаючи, що туди ж за ними прямує військовий катер із Гретою й Векфордом, до яких приєднався й Ратсі.
Анімалію починають обстрілювати снарядами з катера, але незабаром Жабка за допомогою китів накидає на катер сітку, і Грету з Векфордом беруть у полон. Вони повідомляють пароль від тюрми, який телефоном передають Альфреду, й ув'язнені тварини виходять на волю. Вивірка й Вільгельміна пробачають Ратсі. Через кілька днів усі тварини з Мегаполісу переселяються до Анімалії, а Грета й Векфорд там стають прислугою.
Книжка закінчується фразою про те, що про людину можна судити з того, як вона ставиться до тварин.